# Gemmabryum eremaeum
Gemmabryum eremaeum là một loài Rêu trong họ Bryaceae. Loài này được (Catches. ex J.R. Spence & H.P. Ramsay) J.R. Spence & H.P. Ramsay mô tả khoa học đầu tiên năm 2005.